# Миражи (фильм, 1916)
«Миражи» (1915) — художественный немой фильм Петра Чардынина. Фильм вышел на экраны 3 января 1916 года.

## Сюжет
Молодая и красивая девушка Марианна из бедной семьи нанимается по объявлению чтицей у пожилого миллионера Дымова. Она живёт в семье вместе с матерью и другими членами семьи, играет в спектаклях, у неё есть жених Сергей.

Молодая, красивая, талантливая девушка готовится к артистической деятельности, успешно дебютирует в театре… Перед нею открывается широкий и блестящий жизненный путь. Её смутно влечет к славе, блеску, наслаждению жизни, богатству… Случайно знакомится она с одним из представителей «золотой молодёжи».
Сын Дымова начинает ухаживать за красавицей чтицей. Девушка чувствует тягу в душе к богатству и роскоши. После смерти старшего Дымова она получает от него большую сумму денег.
Молодой Дымов отговаривает её от свадьбы c Сергеем. Ему удается прельстить Марианну «мишурой богатой жизни; героиня сходится с ним, порывает с семьей, отказывает своему жениху». Девушка пишет письмо матери, что она нашла то, что долго искала её душа, а будничная серая обстановка жизни с Сергеем была бы невыносима для неё. Марианна порывает с женихом и уходит из семьи, становясь любовницей красавца Дымова. 
Но проходит немного времени, и «красавцу-соблазнителю» надоедает его увлечение. Марианна выясняет, что её соблазнитель не собирается жениться на ней, и осознаёт, «насколько миражно было её счастье». 

Охваченная отчаянием, тоской и угрызениями совести, она знает, что возврата к прежнему нет, что не перейти ей стены, вставшей между позорным настоящим и прошлой чистой жизнью. Послав родным прощальное письмо, Марианна стреляет в себя….

## В ролях
| Актёр             | Роль                     |
| ----------------- | ------------------------ |
| Вера Холодная     | Марианна                 |
| Арсений Бибиков   | Дымов-старший, миллионер |
| Витольд Полонский | Дымов, его сын           |
| Александр Вырубов | Сергей, жених Марианны   |
| Ольга Рахманова   | мать Марианны            |
| Андрей Громов     | брат Марианны            |
| Тамара Гедеванова | сестра Марианны          |

## О фильме
Историк дореволюционного кино Вениамин Вишневский указал на посредственность сюжета фильма (по одноимённому роману Л.Чарской), но похвалил режиссёрскую и актёрскую работу.
На слабость литературной основы указывали критики с момента выхода фильма на экран:

«Сценарий г-жи Тиссовой не блещет оригинальностью, но он даёт много благодарных внешних положений играющей главную роль артистке, — не в смысле глубины переживаний или каких-либо психологических тонкостей, а именно внешней, зрительной эффектности».
— "Театральная Газета", 1916, № 2, с. 14—15
Вместе с тем рецензент «Проектора» отмечал, что шаблонные внешние рамки сюжета «наполнены таким „сочным“ бытовым и психологическим материалом, что, несмотря на все недостатки, картина смотрится с большим интересом».

Раньше всего в пьесе прекрасно дана её бытовая сторона; чувствуется, что героиня растёт в другой — сплоченной, трудовой
интеллигентной семье, что героиню в семье любят, балуют, смотрят на неё, как на будущее «светило». Зритель сразу сживается
с уютной, чистой, бодрящей атмосферой, царящей в доме….

Далее рецензент выразил своё недоумение тем, что выросшая в культурной семье одарённая девушка так легко порывает с женихом, покидает семью и уходит к богатому прожигателю жизни.

«Автор хотел показать, что героиню влекли к себе и погубили обманчивые „миражи“, но на деле всё свелось к увлечению красивым мужчиной. Это несоответствие между замыслом и его осуществлением составляет коренной недостаток пьесы; и благодаря всему этому еще менее обоснованным становится финал пьесы — самоубийство героини, когда она убеждается в измене „красавца“. Неужели столь щедро одаренная „таинственными“ силами … героиня не могла пережить первого разочарования любви, с которым справляются и менее сильные натуры? … Исполнительница главной роли г-жа Холодная старалась дать цельный сценический образ, и не её вина, если ей это не удалось».
— "Проектор", 1916, № 2, с. 9—10
Рецензент «Театральной Газеты» отметил удачные роли жениха и сестры Марианны и что «в картине есть режиссёрская выдумка, красивая натура и любопытный опыт оператора».
Историк кино Б. С. Лихачёв выделял фильм среди лучших картин 1916 года, прошедших «с большим художественным и коммерческим успехом и наиболее интересных по режиссёрской и актёрской работе», назвав его наиболее популярным.  
Кинокритик Нея Зоркая считала, что вслед за «Миражами» судьба Марианны дублируется почти во всех фильмах с участием Веры Холодной. Непременным при этом остаются мотивы перехода героини от одного общественного положения к другому, более высокому, и «расплата» в финале фильма. «В отличие от американской „Золушки“ Мэри Пикфорд, чья судьба всегда должна увенчаться законным браком, богатством и радостью, — писала Нея Зоркая, — героиню Веры Холодной ждут страдания и гибель — расплата за краткий миг обманчивого, призрачного счастья, за „миражи“ жизни». Нея Зоркая также поддержала рецензента «Проектора» 1916 года, отметив, что «увлечение Марианны сыном миллионера Дымова, как оно показано на экране, психологически не оправдано».
Киновед Ирина Гращенкова в своей книге (2005) указала, что роман Л. Чарской, на основе которого создан сценарий фильма «Миражи», написан с позиций охранения жизненных ценностей средней русской интеллигентной семьи. «Поэтому, — пишет И. Н. Гращенкова, — у него может быть только один финал, драматический — самоубийство героини, как расплата „за миражи“». Она оценила фильм следующим образом:

«Драма начинающей талантливой актрисы, соблазнённой миражами греховной страсти, жизни в среде золотой молодёжи, богатства, роскоши и порвавшей ради этого с семьёй, женихом, друзьями, интеллигентным кругом — сюжет многих фильмов Серебряного века. Здесь он приобретает иное звучание, благодаря на редкость глубокой разработке бытового, психологического пластов действия. Уклад семьи, отношения старшей и младшей сестёр, матери и дочери воссозданы на экране с тщательностью и убедительностью хорошей прозы».